# Фантастика України
Фантастика України — фантастичні твори письменників та письменниць України. Часто базується на фольклорі та міфах.
Українську фантастику слід розрізняти за мовою, написані українською мовою, та територією, тобто написані іншою мовою вихідцем з України. До першої також належать піджанр «емігрантської» художньої літератури, написаної в Німеччині, Франції, Канаді та Сполучених Штатах до 1960-х років, твори, написані на території, яка зараз є географічною територією України, але колись була частиною Польщі. До другого — твори, написані російською мовою авторами, які народилися в територіальній Україні. Деякі з яких тепер заявляють про прихильність політиці рашизму. Є також невеликий, але значний корпус сучасних англомовних творів авторів українського походження, таких як Чак Поланік; двомовні видання абсурдиста Юрія Тарнавського, зокрема «Як кров у воді» (2007); та Орест Стельмах, американський письменник, чий "Хлопчик з реактора № 4 " (2013) у серії «Надія Тесла» розповідає про наслідки Чорнобильської катастрофи.
Фантастика українською мовою мала дві основні обмеження, які суттєво гальмували локальний розвиток цього жанру. Одним із них була політика зросійщення, що змушувала місцевих авторів писати й друкуватися російською. Приклад — Емський указ 1876 року, царський закон, який забороняв видання книжок українською мовою. Інша проблема — вплив царської та радянської цензури, яка суттєво обмежила доступні теми та стиль письма.

## Витоки

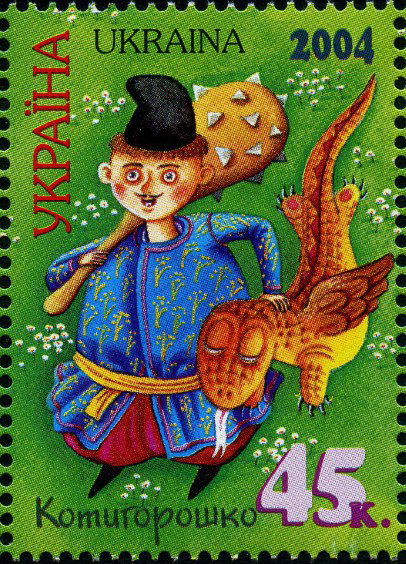
Котигорошко — персонаж української казки на марці

В українських казках відображено вірування й цінності українського народу, тут розвивається фантазія при описі надприродних та неприродних сил, фантастичних істот, інших світів.
У багатьох казках наявне одухотворення космічних сил: Сонця, Місяця, Вітру, Морозу, Граду. Людина протистоїть їм, змагається з ними, щоб досягти порядку. Особливо популярні два мотиви: відновлення знищеного урожаю і розшукування жінки, котру викрало Сонце, Вітер або інша сила.
Близькими до попередніх сюжетів є казки про одухотворення природи, коли тварини, рослини, річки тодо набувають людських рис. Цикл казок про тварин ніби розкриває паралельний світ цивілізації тварин.
У казках вигадано фантастичні надприродні земні сутності, які склалипідвалини для жанру фентезі. Скажімо духа землі, або лісовика, «Оха», що живе в могилі або в пеньку і забирає до себе людей, котрих потім доводиться різним способом виручати, або виручатись самим. Паралель становить водяний дід чи цар, або «дід кирничний», що змушує чоловіка — купця-мореплавця чи мандрівника — пообіцяти йому дитину, яка народилась без нього вдома. Подібними фантастичними істотами є Змій, Баба-людоїдка, Кощій Безсмертний, Кобиляча голова, Доля, Недоля, Злидні тощо.
Казкові герої є аналогами сучасних супергероїв. Дані персонажі, як правило з особливою наперед визначеною долею, наділені чудесними рисами, що родяться незвичайним чином: з кісток, попелу, дерева, пташиних яєць, юшки золотоперої щуки і т. д. Мотив широко розповсюджений по світу, особливо в родових легендах різних династій. Герої таких казок малолітні (наприклад, семиліток, дівка-семилітка), метафорично зображаючи перехід дітей як неповноцінних членів стародавнього суспільства в статус дорослих. Вони вирушають на подвиги — з власної волі, чи під впливом якоїсь біди, яка насувається на батьківщину, і з нею не можуть впоратись старші брати або батьки героя. Герой мусить врятувати своїх батьків, братів або здобути жінку, вдаючись до допомоги чарівних сил, для чого повинен проявити моральні якості.
Елементи фантастики присутні у християнських релігійних текстах, зокрема. у Біблії, починаючи з опису Раю. Києво-Печерський патерик, датований XIII ст., представляє літературу Русі та є збіркою житій святих Києво-Печерської Лаври. Цікавою в цьому збірнику є історія про преподобного Марка-печерника, «повелінь якого мертві слухалися». Таким чином українська фантастика пов'язана з агіографією (житія святих), із містеріями, міраклями й апокрифами.

## Зародження літературної фантастики

### Передчуття

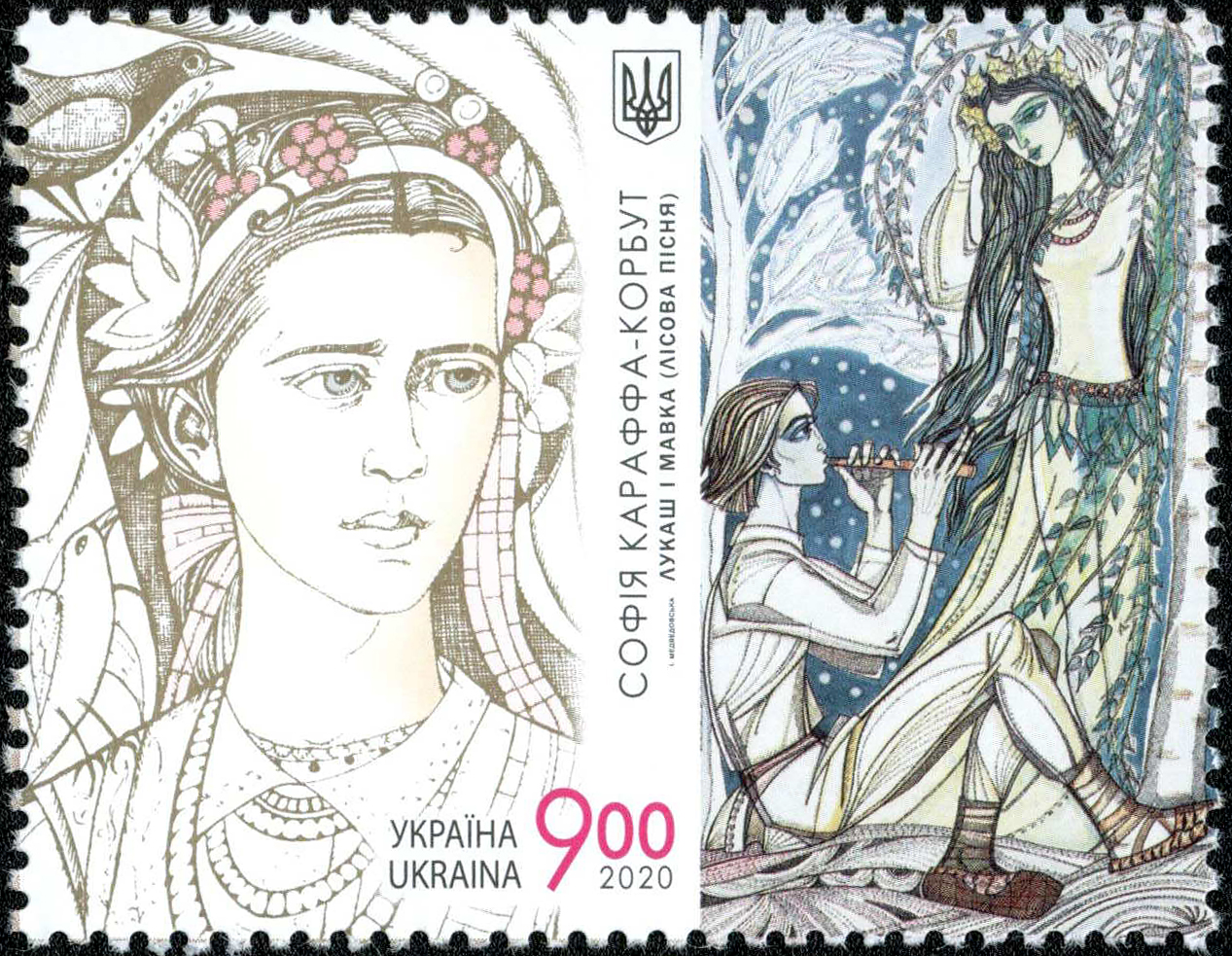
Марка «Софія Караффа-Корбут. Лукаш і Мавка (Лісова пісня)»

Літературні твори з використанням народного фольклору можна вважати фантастичними. Так, фантастичні елементи присутні в «Енеїді» І. Котляревського, «Мертвецькому Великодневі» Г. Квітки-Основ'яненка, творах М. Гоголя «Ніч перед Різдвом», «Сорочинський ярмарок», «Вій» і «Страшна помста», багатьох творах Т. Шевченка, недопосаному творі О. Стороженка «Марко Проклятий». Леся Українка при написанні «Лісової пісні» опрацьовувала до 15 збірок із матеріалами українського фольклору.
Стаття Лесі Українки «Утопія в белетристиці» (1906 р. « Нова громада») вказувала на дедалі більший відхід утопічного письма від ідеалізованих «острівців» до майбутніх установок із технологічним фокусом. Роблячи це, вона окреслила, за словами історика Вальтера Смирнова, «сміливий і вимогливий виклик» наступним авторам, піддаючи утопічну думку різкій критиці щодо природи того, що пізніше буде визначено як наукова фантастика.

### Твори вільних авторів 1920-30х рр.

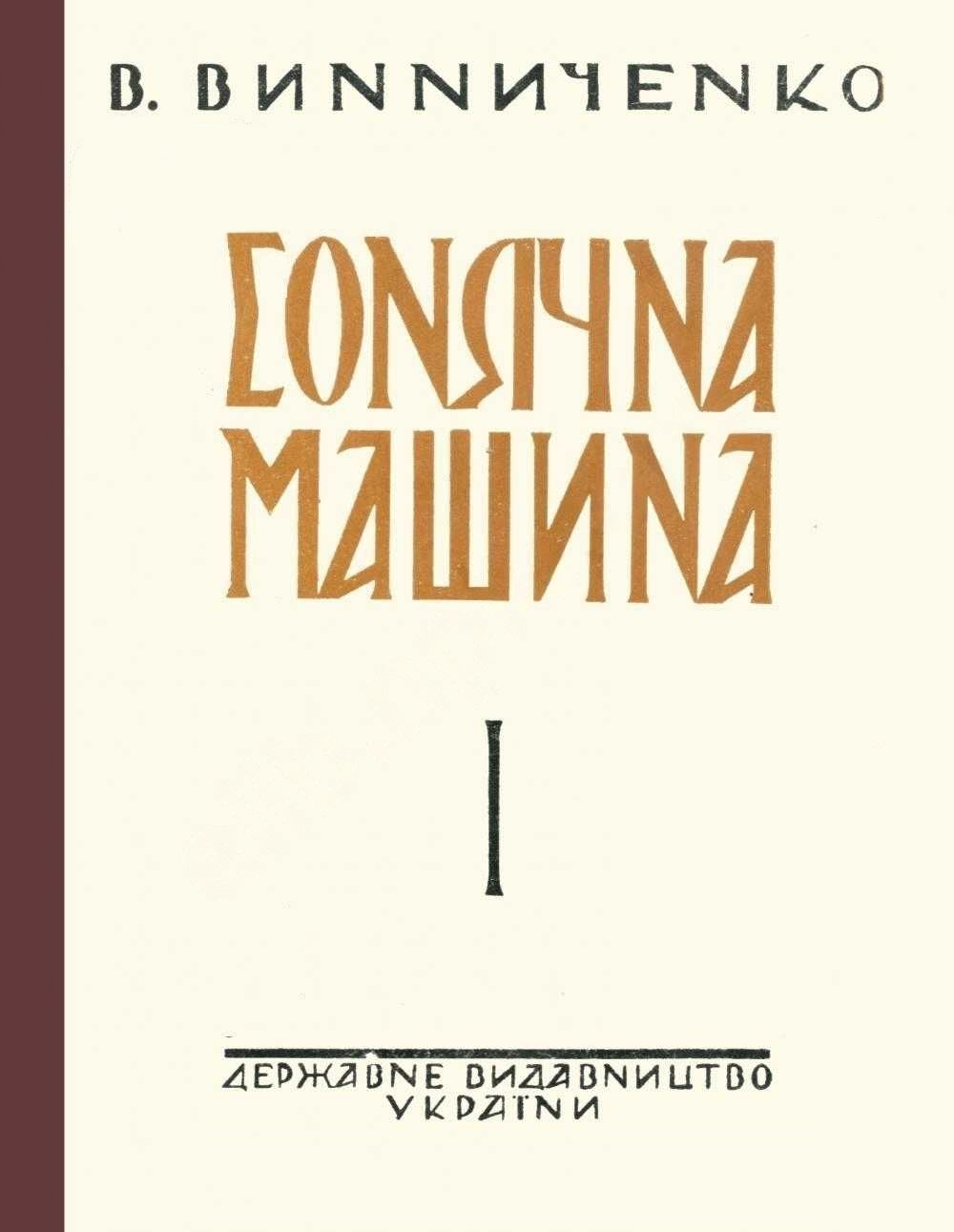
«Сонячна машина». Видання в УСРР

### Зародження української радянської фантастики

«Ідуть роботарі», видання 1936 р.

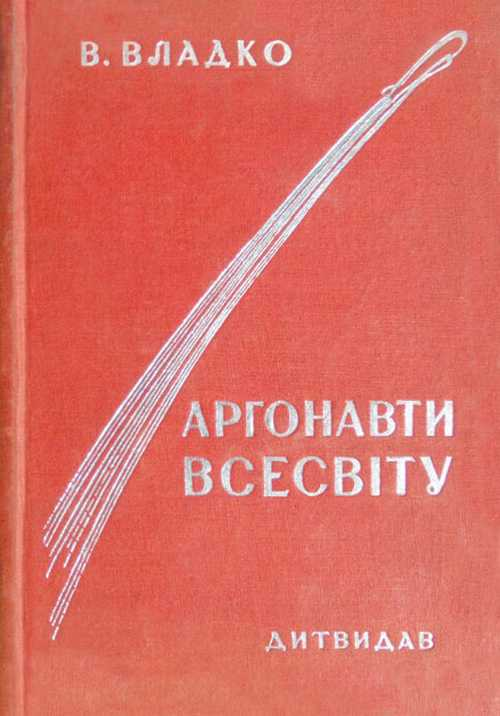
«Аргонавти Всесвіту», видання 1936 р.

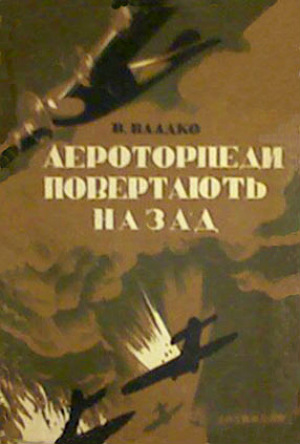
«Аероторпеди повертають назад», видання 1934 р.

### Повоєнна фантастика УРСР

«Глибинний шлях», видання 1956 р.

## Сучасна українська фантастика

«Рівне/Ровно», 2002 року

«Бот»

«Кагарлик»